# 東京臨海副都心

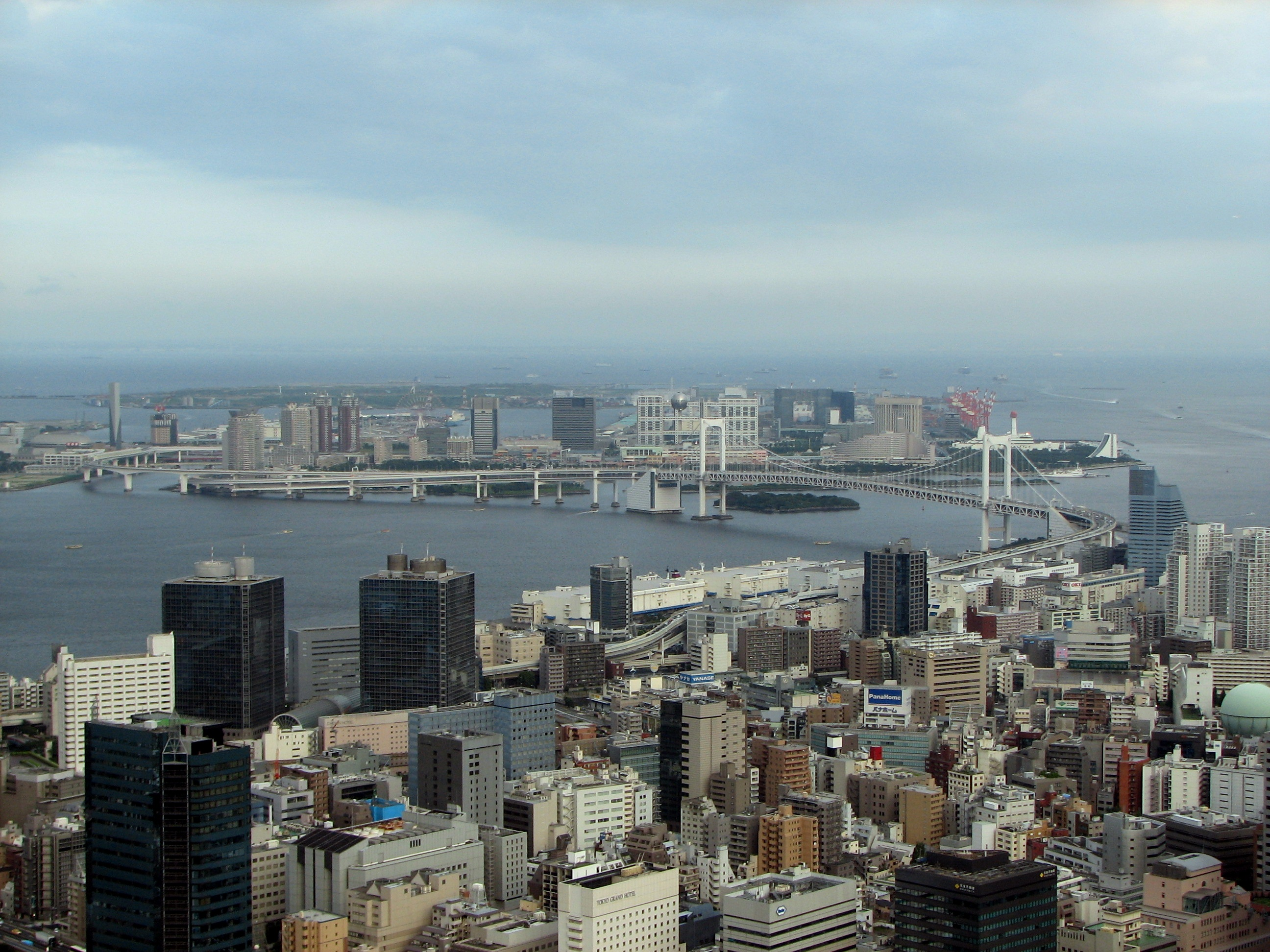
自東京鐵塔眺望東京臨海副都心台場地區。

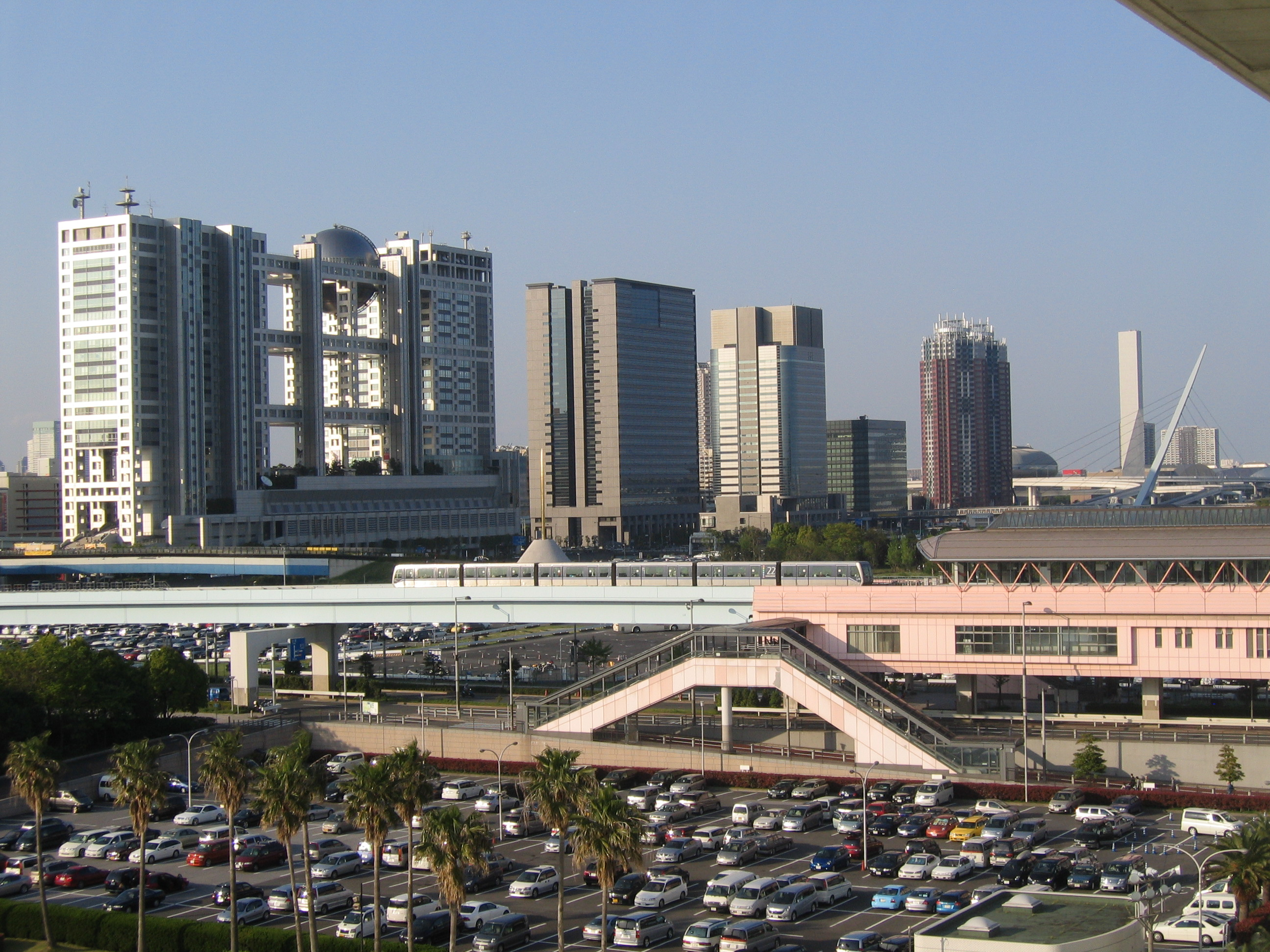
自船之科學館眺望包括富士電視台本社大樓（照片中左方建築）在內的台場大樓群。

東京臨海副都心（日语：／ Tōkyō Rinkai Fukutoshin */?）是日本東京都規劃的第7個副都心，地跨多個行政區，面積達442公頃。1989年開始建設，土地均為填海得來，由屬東京灣填海地10號地的江東區有明、同填海地13號地的港區台場、江東區青海及品川區東八潮構成，主要由東京都都市整備局及東京都港灣局計劃管理。其官方暱稱是彩虹城（レインボータウン），但曾長期擔任東京都知事的石原慎太郎將該地區整體稱為「台場」，因而官方與民間常以此代稱。曾獲選入日本國土交通省主辦的「都市景觀100選」。

## 地區
主要分為以下4地區。
- 台場地區 （だいばちく，港區台場一、二丁目） - 通稱：御台場
- 青海地區 （あおみちく，江東區青海一、二丁目、三丁目、四丁目及品川区東八潮）
- 有明北地區 （ありあけきたちく，江東區有明一、二丁目）
- 有明南地區 （ありあけみなみちく，江東區有明三、四丁目）

## 概要
江戶時代末期，為應對黑船而在此地建設砲台，這一區填海也由此開始。1940年東京港開港後，開始大規模突堤建設和填海造地。於1978年舉行，為期約1年的宇宙科學博覽會舉行期間，船之科學館及其附近地區吸引了超過1,100万人參觀。當時這一帯還只有建設規劃，只有船之科學館和海運企業的倉庫、集裝箱放置場、木材業者的作業場和辦公室等建築物。
1979年，鈴木俊一就任東京都知事，開發臨海副都心的討論也隨之開始。1979年的My Town構想懇談会，1982年的「東京都長期計画」，1985年的「東京電訊港構想」、1986年的「第二次東京都長期計画」均有提及該計劃。
臨海副都心的建設是在日本泡沫經濟鼎盛期的1989年開始的。建設期間共27年。分3期進行。由於臨海副都心計劃將建設為商務區，東京都積極勸誘企業搬遷到臨海副都心作總部。不過由於泡沫經濟崩潰，企業陸續取消了進駐計劃，開發計劃被迫重新評估。
1995年，青島幸男就任都知事。本來預定將在第二期計劃開始的1996年3月起舉辦具有宣傳臨海副都心意味的「世界都市博覽會」。不過青島都知事宣稱要重新評估臨海副都心開發，並中止世界都市博覽會。然而開發計劃本身並未停止。
1999年，石原慎太郎就任都知事，重新推進開發。進入這一時期，建築物終於增加。以總部搬遷至臨海副都心的富士電視台為龍頭，臨海副都心獲得了許多大規模活動的舉辦會場。近年眾多娛樂及購物設施相繼開業，加之海洋景色和寬廣的空間，臨海副都心已成為頗具前衛形象的地區。

## 歷史
- 1974年
  - 船之科學館開業。
  - 13号地公園（現 潮風公園）開園。
- 1979年
  - 舉辦My Town構想懇談会。
- 1982年
  - 「東京都長期計劃」發表。
- 1983年
  - 有明網球之森公園開園。
- 1985年
  - 「東京電訊港構想」發表。
- 1986年
  - 「第二次東京都長期計画」發表。
- 1987年
  - 有明競技場開業。
  - 「臨海副都心開發基本構想」決定。

### 第一期(～1995年)
- 1989年
  - 開發開始。
- 1993年
  - 彩虹大橋開通。通過首都高速11号台場線與都心直接連接。
- 1995年
  - 都知事青島幸男表示中止世界都市博览会。
  - 東京都將臨海副都心定為東京第七個副都心。
  - 百合鷗開業。（新橋〜有明區間）
  - 電信中心竣工。
  - 東京都水的科学館開業。
  - 有明體育中心開業。

### 第二期(～2005年)
- 1996年
  - 本來預定將舉辦世界都市博覧会。
  - 東京臨海高速鐵道臨海線開業。（東京電信港〜新木場間）
  - 港陽小・中学校開校。虹之橋幼稚園開園。
  - 台場新天地大樓竣工。
  - 青海新天地大樓竣工竣工。
  - 有明新天地大樓竣工。
  - TIME24大樓竣工。
  - NTT有明中心大樓竣工。
  - 公園開園。
  - 日航東京賓館開業。
  - 東京時尚城（TFT）開業。
  - 東京國際展示場（東京ビッグサイト）開業。
  - 水之廣場公園開園。
  - 有明西碼頭公園開園。
  - 台場海濱公園開園。
  - DECKS Tokyo Beach開業。
- 1997年
  - 富士電視台總部搬至台場地区。
  - 青海南碼頭公園開園。
- 1998年
  - 台場太平洋賓館開業。
- 1999年
  - 調色板城開業。
  - 東京灣有明華盛頓賓館開業。
- 2000年
  - Aqua City台場開業。
  - Mediage開業。
  - 東京港湾合同廳舎竣工。
  - Differ有明開業。
- 2001年
  - 台場貿易大樓竣工。
  - 日本科學未来館開業。
  - 東京國際交流館開業。
  - 產業技術綜合研究所臨海副都心中心竣工。
- 2002年
  - 臨海線延伸至大崎，全線開業。同時因與JR埼京線進行相互直通運行，從台場可直接前往澀谷、新宿、池袋各副都心。
  - 松下東京中心開業。
- 2003年
  - 大江戶温泉物語開業。
- 2005年
  - 癌研究会有明醫院竣工。
  - 三得利總部大樓竣工。

### 第三期(～2015年)
- 2006年
  - 百合鷗延伸至豐洲，晴海通接續至有明地区。
  - 嘉悅有明中・高等學校開校。
  - TOC有明竣工。
- 2007年
  - 富士電視台灣岸攝影棚竣工。
  - 乃村工藝社本社大樓、台場Garden City大樓竣工。（台場地区完成開發）
- 2008年
  - 東京灣岸警察署開署。
- 2009年
  - 東京有明医療大学開学。
  - 有明教育芸術短期大学開学。
  - 於潮風公園舉辦GREEN TOKYO 高達Project，52天吸引415万人參觀。
- 2010年
  - 東京臨海廣域防災公園開園。
- 2011年
  - 由日本土地建物・大和House工業施工的「有明中央塔」竣工。
  - 江東区立有明小学校・中学校開校（與一塊土地併設）。
  - 海上保安廳海洋情報部廳舎竣工。
  - 都立產業技術研究中心竣工。
- 2012年
  - 武藏野大学有明校區開始使用。
  - DiverCity東京開業。
- 2013年
  - 由森大廈建造的辦公樓和博物館竣工。
- 2014年
  - 由東京建物建造的集商業、辦公、劇場的綜合建築預計將竣工。
- 2015年
  - 由住友不動產建設的商業、辦公、住宅、劇場的綜合建築預計將部分開業。（是臨海副都心及東京23区最大規模的開發）

### 第四期(2016年～)
- 2016年
  - 有明親水海濱公園將開園。
  - 於現調色板城，由森大廈和豐田汽車建造的辦公、賓館、商業、展覽、摩天輪等綜合建築預計將開業。
- 2018年
  - 環狀2號線（日语：東京都市計画道路幹線街路環状第2号線）通車。有明地區與汐留、虎之門直接連接。
- 2019年
  - 作為2020年夏季奧林匹克運動會比賽會場的有明體育館和有明體操競技場竣工

## 主要設施

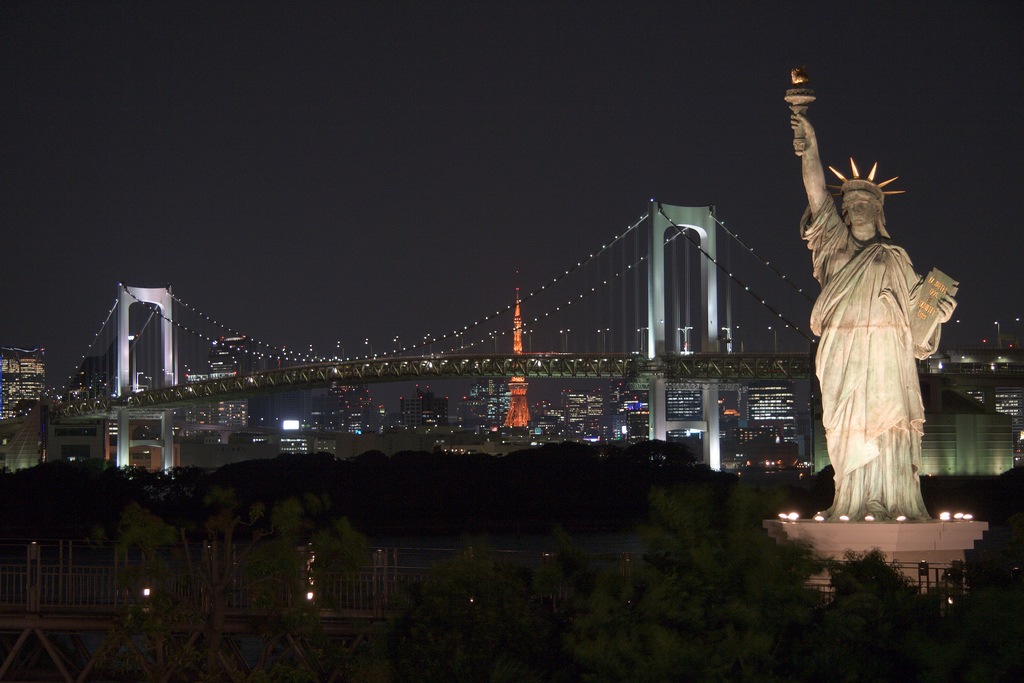
彩虹大橋及自由女神像

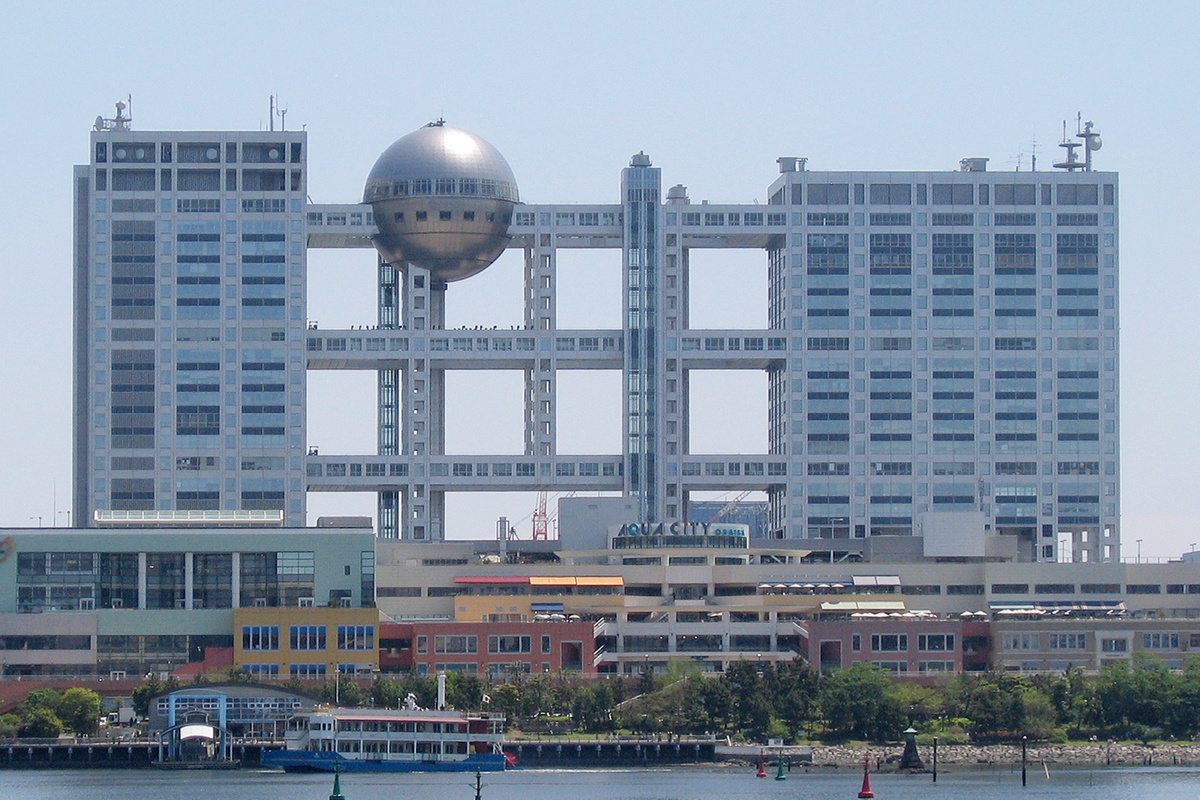
FCG大樓（內側）及台場海洋城

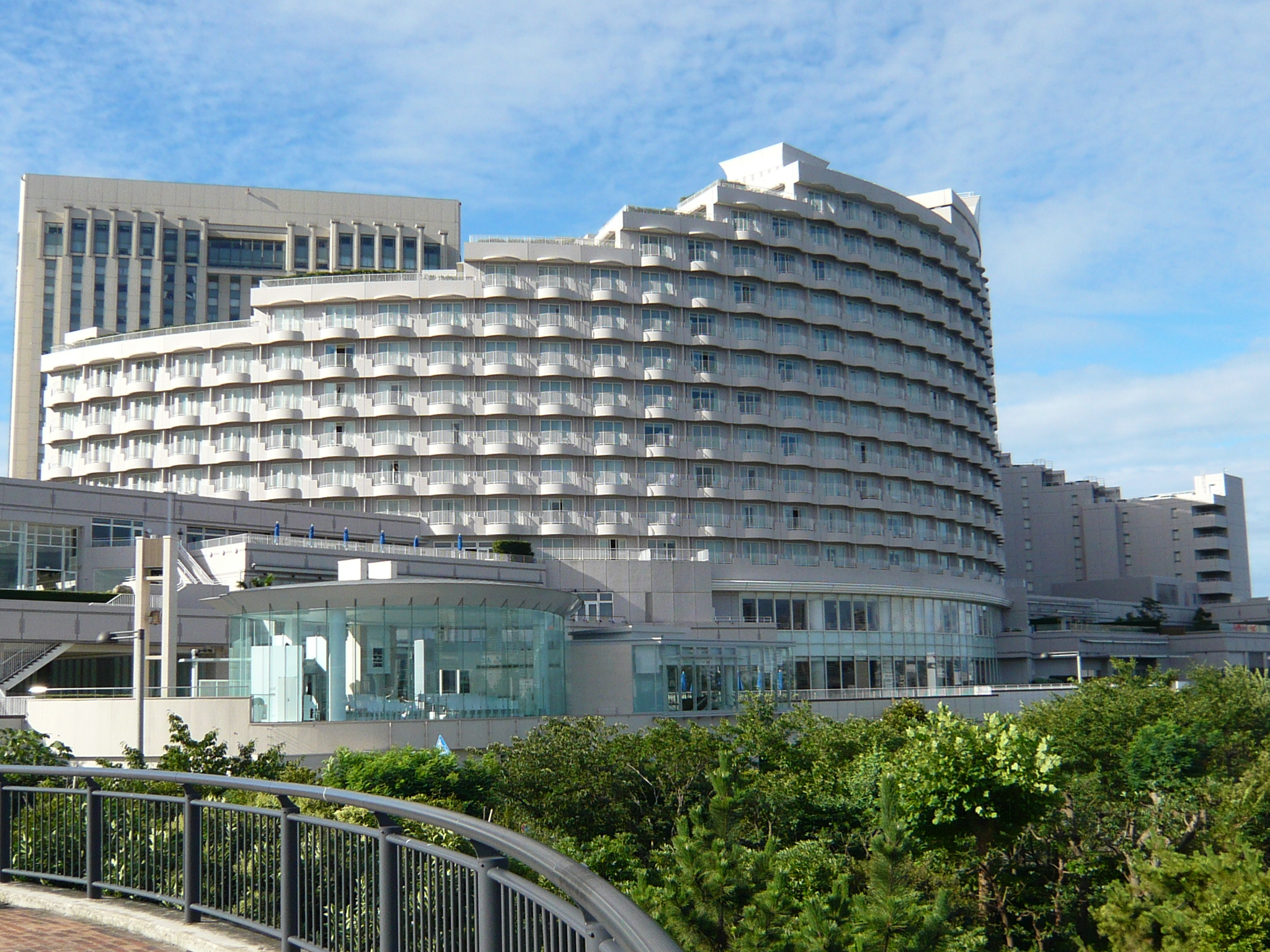
東京御台場希爾頓飯店

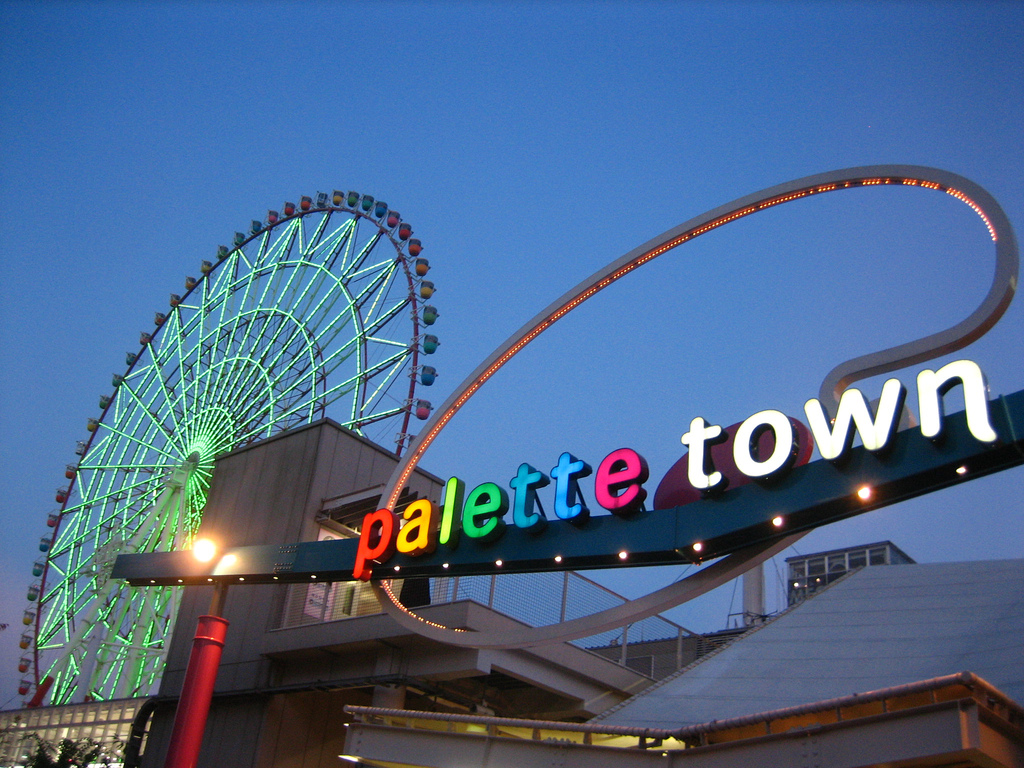
調色板城

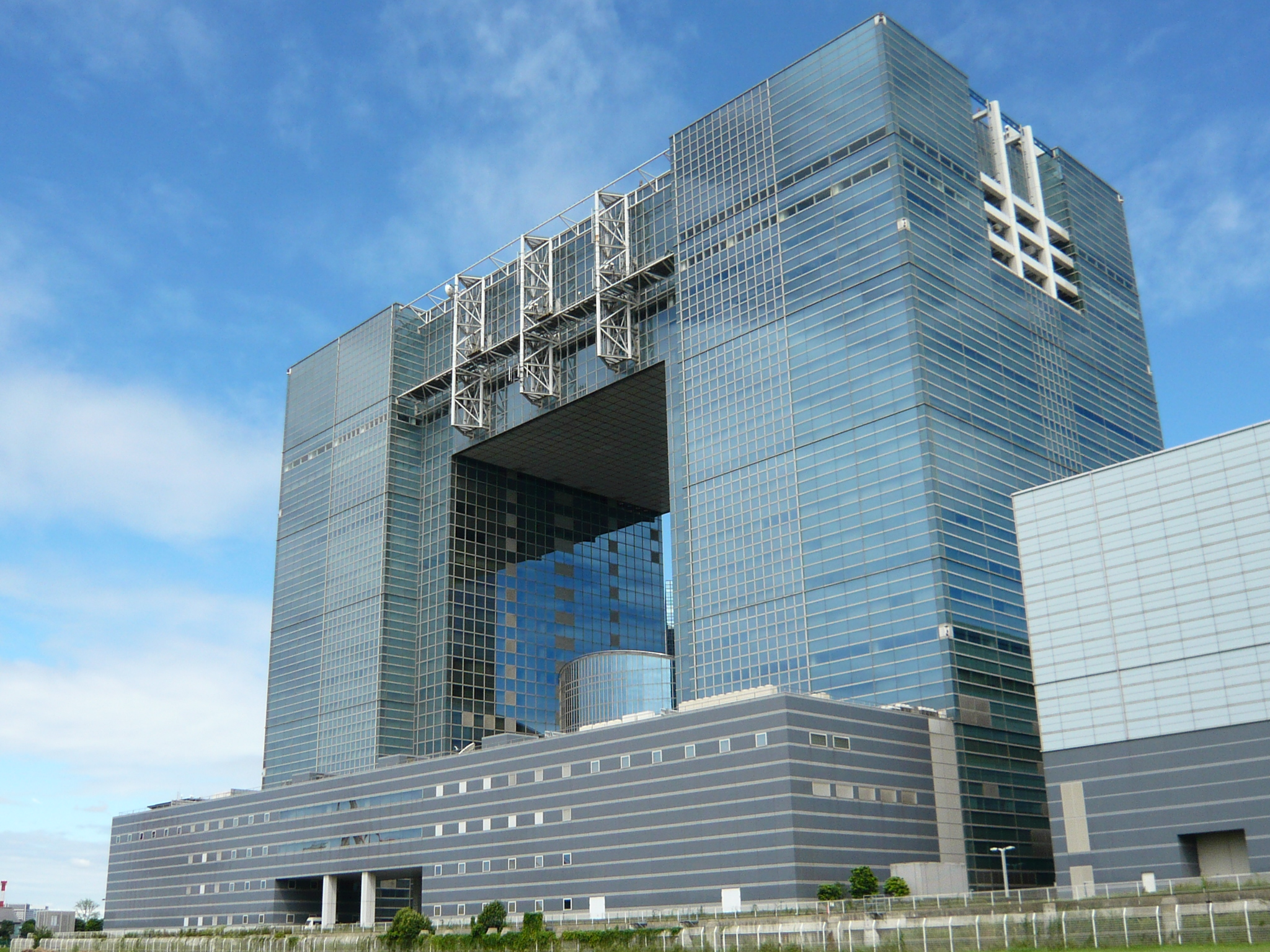
電訊中心

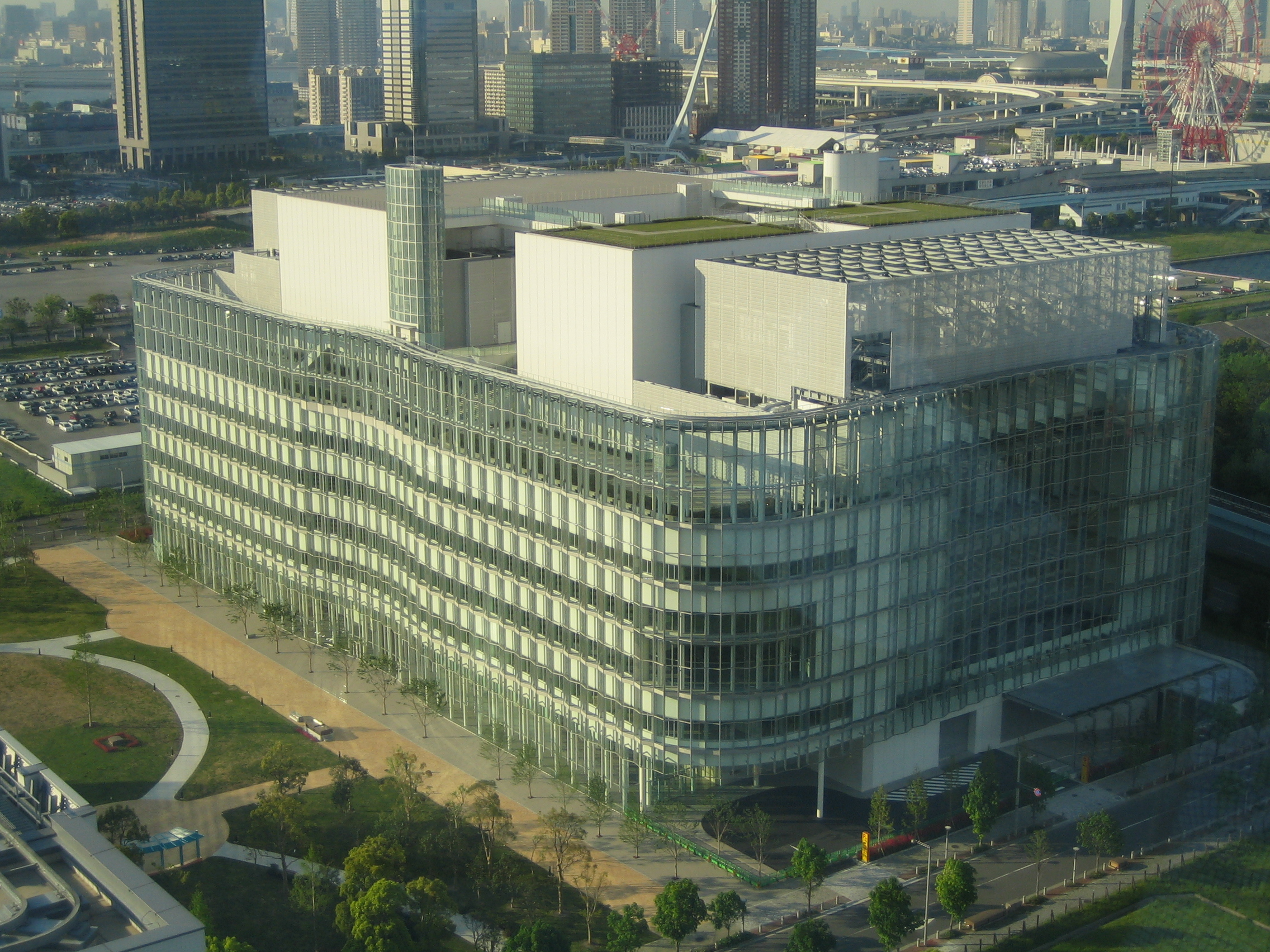
富士電視台灣岸攝影棚

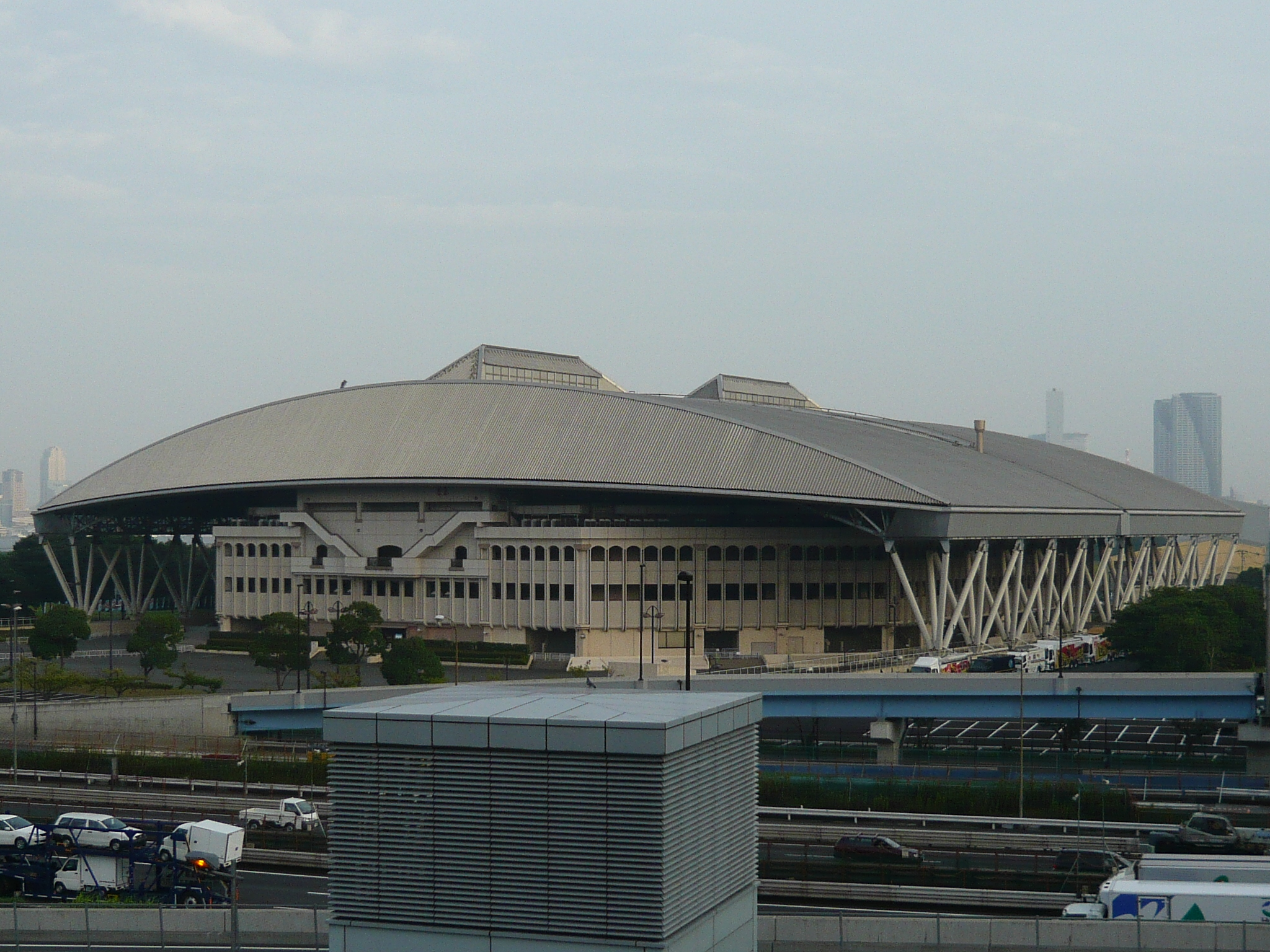
有明競技場

### 台場地區
主要設施
- 彩虹大橋
- 調色板城

商業設施
- 甲板城東京海灘（日语：デックス東京ビーチ）
- 台場海洋城
- Mediage（日语：メディアージュ）

旅館
- 東京御台場希爾頓酒店（日语：ヒルトン東京お台場）
- 東京台場日航大酒店（日语：グランドニッコー東京 台場）

辦公樓
- FCG大樓
  - 富士媒體控股本社
  - 富士電視台本社
- - UC信用卡日本法人本社
  - 昭和殼牌石油日本法人本社
- 台場貿易大樓
  - 克萊斯勒日本法人本社
- - 三得利東京本社
  - 三得利食品本社
- 乃村工藝社本社ビル
- 台場GardenCity大樓
  - 太平洋水泥本社

公園
- 台場海濱公園
- 台場公園
- 台場彩虹公園

学校
- 港陽小・中學校
- 虹之橋幼稚園

### 青海地区
商業業務複合設施
- DiverCity東京（台場購物廣場）
  - DiverCity東京廣場（三井不動產營運）
  - DiverCity東京商務塔（產經大樓（日语：サンケイビル）營運、管理）

商業設施
- 調色板城
- 大江戶溫泉物語(預計在2021年9月閉館)

商務樓
- 電訊中心
- TIME24大樓
- 富士電視台灣岸攝影棚
- the SOHO

研究・研修機関
- 船之科學館
  - 海上保安廳 東京港內交通管制室（信号所）
- 日本科學未來館
- 東京國際交流館
- 產業技術綜合研究所 臨海副都心中心
- 都立產業技術研究中心

公共設施
- 東京灣岸警察署
- 東京港灣合同廳舎
  - 東京海關（日语：東京税関）
- 海上保安廳海洋情報部廳舎（2011年5月竣工）

公園
- 潮風公園
- 青海南碼頭公園
- 青海中央碼頭公園
- 曉碼頭公園

### 有明北地区
主要設施
- 東京港

公園
- 有明網球之森公園
  - 有明競技場
- 有明親水海濱公園（計劃中）

公共施設
- 有明清掃工場
- 有明體育中心

学校
- かえつ有明中学校・高等学校
- 東京有明医療大学
- 有明教育芸術短期大学
- 有明小学校
- 有明中学校

### 有明南地区
商業施設
- 東京國際展示場
- 東京時尚城（TFT）
  - 大塚家具本社
- アニヴェルセル東京ベイ
- 松下中心東京

商務樓
- TOC有明
- 有明フロンティアビル
  - 環球娛樂本社
- NTT有明中心大樓
- 有明中心塔

学校
- 武藏野大學有明校區（2012年大学的部分校區將搬遷至此）

研究・研修機関
- 東京都水之科学館

病院
- 癌研究会有明病院

公園
- 水之廣場公園
- 有明西碼頭公園
- 東京臨海廣域防災公園

## 其他

### 臨時設施的關閉
臨海副都心的土地中有數個是由東京都暫時借出的土地。在1990年代後期，臨海副都心地区的開發還在途中，然而受泡沫經濟崩潰影響導致企業入駐意願探底，加之當時交通不便使得少有企業投資台場地区。東京都為招攬企業進駐台場，以10年為期限，低價將土地借出給業者。帶有借出期限的用地有調色板城、大江戶温泉物語、東京電訊港車站前的巴米揚餐廳和Sunkus便利店3處，它們都簽訂了需在10年後交還土地的契約。
調色板城
調色板城也是基於這一契約而建設的臨時設施，不過卻取得了大成功。当時本來預計將於 2010年6月將含摩天輪在內的調色板城所有設施關閉，但遊客和東京都的官員都對此表示不解，最終經營調色板城的森大樓和豐田汽車以814億日元購買這塊土地，調色板城將改建為集商業設施和旅館、辦公室、汽車展館於一身的綜合型大樓，並將修建新的摩天輪。預計於2013年開業。不過由於經濟情況的變化，2009年11月，建設計劃延期，既存設施的營業時間將延長。2010年1月，東京都和森大樓及豐田汽車達成一致，將在2016年3月之前讓新設施開業。雖然2018年時預定開業，但延宕至2024年。
在2020年3月末，豐田集團旗下的東和不動產提出大型複合體育場的計畫，同年6月，豐田汽車、東和不動產、森大樓、東京都四方進行協議，體育場和商業設施預計於2025年開業。根據相關資料，2023年會正式開工，至2025年時竣工。
大江戶溫泉物語
雖然根據契約規定，預計是在2013年結束營業，但與東京都延長契約至2015年，後來又延長至2021年。因於2021年6月23日，無法再延長至契約所規定最長時間(20年)，確定於年末結束契約，並且發表同年的9月5日閉館的消息。

### 赤字及債務
臨海副都心的事業費用中，僅東京都負擔的就有2兆4300億日元。為籌集事業費，東京都外借約5200億日元的地方債，並通過其他特別会計方式借債。設立第三部門，以儘早實現地區内都市基盤的儘早建設。
2001年，東京都將「臨海副都心事業会計」和盈利的「埋立事業会計」「羽田沖埋立事業会計」統合（三会計統合）。臨海副都心事業会計當時有5290億日元的累積赤字和8815億日元的債務借金。通過成立「東京都臨海地域開發事業会計」，賬面上的赤字和部分債務雖然消失，但仍有5185億日元的地方債和利息負担。
2005年、東京時尚城和TIME二十四事實上破產，並申請進行民事再生手續，隨著手續的進展，翌年３月、這一手續宣告結束。
2006年，東京電訊港中心、東京臨海副都心建設、竹芝地域開發事實上破產，並申請進行民事再生手續。這些事業雖多次自東京都獲得事業支援，仍有1957億日元的累積赤字和1440億日元的資不抵債，有3355億円的債務。次年4月，民事再生手續宣告結束。
2009年度開始，最早地方債進入大量償還期。一年度就必須返還超過1000億日元的債務。
根據2002年的「臨海副都心開發事業的長期收支試算」，「都有地運用收入等收入的累積超過基盤整備關連経費機都債償還債務等支出」需要等到2019年 。

### 熱島效應
臨海副都心開發前這一地區填海地幾乎都是平地。而在這裡建設大量高層建築導致來自東京灣的海風被遮擋，進而加劇東京都心部的熱島效應現象的情況再三被指出。對此，東京都港灣局計劃在臨海副都心的南側，更進入東京灣的地區的中央防波堤內側填海地建設以海之森公園為起点，經由有明之森網球公園至皇居及代代木公園的「風之道」，以減緩熱島效應現象。

## 交通·地理

### 鐵道
- 百合海鷗號
- 臨海線（與埼京線相互直通運行）

### 巴士路線
- 都營巴士
- 京濱急行巴士
- 臨海副都心免費巡回巴士

### 高速道路
- 首都高速湾岸線
- 首都高速11号台場線（彩虹大橋）
- 首都高速10号晴海線（建設中。預計将和 都心環状線接續）

### 水上巴士
- 東京都觀光汽船

## 外部鏈結
- 東京御台場.net （页面存档备份，存于）（東京臨海副都心導覽網站） （日語）
- 臨海副都心 （页面存档备份，存于） - 東京都港灣局 （日語）
- 東京臨海副都心社區營造協議會 （页面存档备份，存于） （日語）

Template:東京臨海副都心景點